# 洛乌·马森贝格
洛乌·马森贝格（德語：Lou Massenberg，2000年11月13日—），德国男子跳水运动员，曾获得2019年世界游泳锦标赛混合双人3米跳板铜牌。他也曾参加2018年夏季青年奥林匹克运动会。